# 共同的不動産権
共同的不動産権（きょうどうてきふどうさんけん、英: Concurrent estate）とは、英米法において、2人以上の者が同時に同一の不動産を所有・占有または受益する権利であり合有不動産権と共有不動産権の総称。

## 種類

### 合有不動産権
合有不動産権（joint tenancy）とは、同一不動産を同一の譲渡行為により、2名以上の者が始期を同じくして同一の権利を共同所有することをいう。合有不動産権の各権利者は持分処分の自由や分割請求権を有する。ただし、合有不動産権の権利者の一人が死亡した場合、その権利は相続人に承継されず、他の合有権者の権利に吸収される。日本法の「合有」の概念とは異なる。

### 共有不動産権
共有不動産権（tenancy in common）とは権利者の一人が死亡した場合、独立の権利として、その権利が相続人に相続される権利をいう。